# Archippo (nome)
Archippo  è un nome proprio di persona italiano maschile.

## Varianti in altre lingue
- Catalano: Arquip[2]
- Francese: Archippe
- Greco antico: Ἄρχιππος (Archippos)[2][3][4]
  - Femminili: Ἀρχίππη (Archippe)[4]
- Polacco: Archip
- Portoghese: Arquipo
- Russo: Архип (Archip)[3]
- Serbo: Архип (Archip)
- Spagnolo: Arquipo[2]

## Origine e diffusione
Deriva dal nome greco Ἄρχιππος (Archippos), composto da ἄρχων (archon, "capo") e ἵππος (hippos, "cavallo"); il significato può quindi essere "eccellente cavallerizzo" o, più letteralmente, "signore dei cavalli". Entrambi gli elementi sono comuni nell'onomastica greca; il primo si ritrova anche in Archimede, Archelao, Aristarco, Learco e Arcangelo, il secondo in Filippo e Ippolito; assieme, ma posti in ordine inverso, formano inoltre il nome Ipparco.
Il nome è presente nell'Eneide di Virgilio con la figura di Archippo, re dei Marsi, e nella mitologia greca esiste anche una Archippe, figlia di Pelope. Così si chiamò inoltre sant'Archippo, discepolo di san Paolo, citato in Colossesi4:17 e in Filemone1-3. In italiano moderno gode di scarsissima diffusione.

## Onomastico
L'onomastico si può festeggiare il 20 marzo in memoria di sant'Archippo, discepolo di san Paolo e martire sotto Nerone.

## Persone

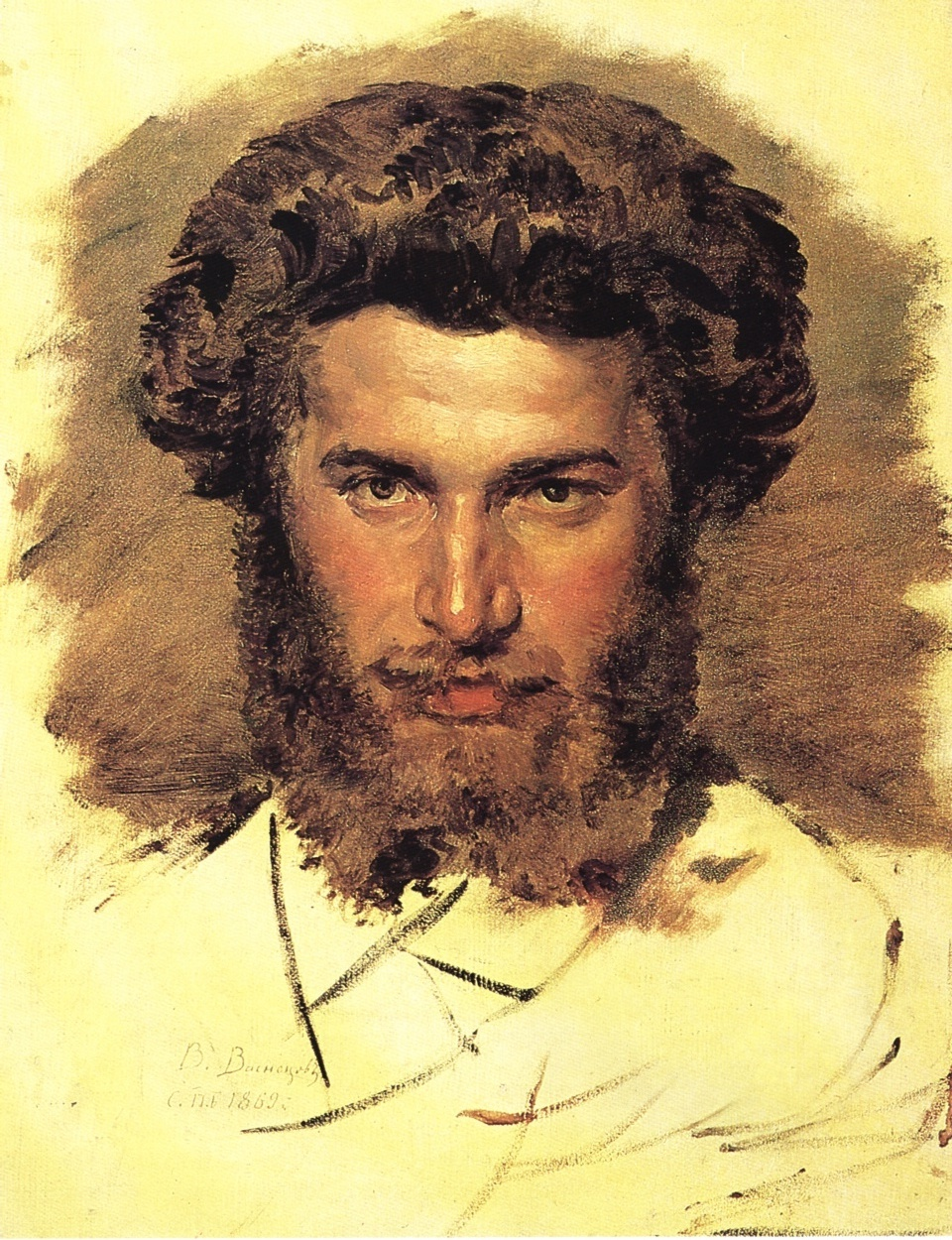
Archip Ivanovič Kuindži

- Archippo, filosofo greco antico
- Archippo, drammaturgo greco antico
- Archippo, vescovo anatolico

### Variante Archip
- Archip Terent'evič Aleksandrov, medico, scrittore e drammaturgo sovietico
- Archip Ivanovič Kuindži, pittore russo
- Archip Michajlovič Ljul'ka, ingegnere sovietico